# Dikilikaya, Çifteler
Dikilikaya là một xã thuộc huyện Çifteler, tỉnh Eskişehir, Thổ Nhĩ Kỳ. Dân số thời điểm năm 2011 là 20 người.